# 伊奈氏屋敷跡

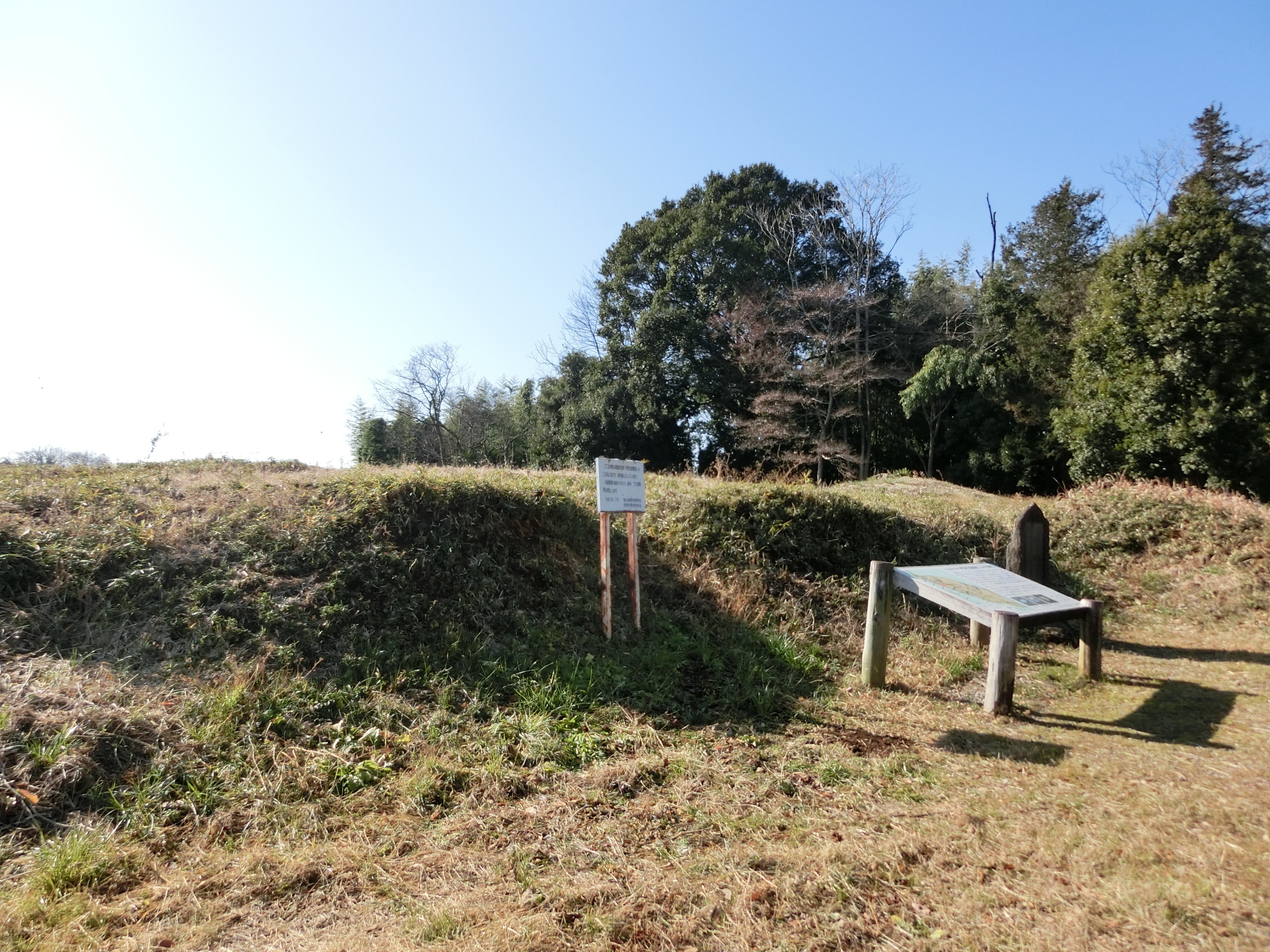
伊奈氏屋敷跡

伊奈氏屋敷跡（いなしやしきあと）は、埼玉県北足立郡伊奈町にある県指定史跡。伊奈氏の陣屋跡。

## 概要
徳川家康に仕えた伊奈忠次が江戸に入国し、武蔵国足立郡小室を拝領、1591年（天正19年）に原市沼を天然の要害としていた閼伽井坊屋敷を接収し、陣屋を構築した。
1934年（昭和9年）3月31日に埼玉県指定史跡となった。裏門側の堀の一部に新幹線の高架橋予定地がかぶり、発掘調査が行われた。北側に障子堀などが発掘されたが、現在は埋め戻されている。県指定史跡であるが、史跡公園などとして整備されておらず、ほとんどが民有地のため、荒れた状態で現存している。2017年には一部に散策路が整備された。2019年（令和元年）10月にも発掘が行われ、さらに障子堀を検出した。

## 閼伽井坊
伊奈忠次が陣屋を築くため寺所を譲った閼伽井坊は古義真言宗仁和寺の末寺で、この閼伽井坊を前身とする寺院が無量寺（埼玉県伊奈町）である。